# José Luis Moro Escalona
José Luis Moro Escalona (Madrid, 22 de desembre de 1926 — ibídem, 13 de gener de 2015) va ser un dibuixant i empresari audiovisual espanyol.

## Biografia
A mitjans dels anys 1950, al costat del seu germà Santiago, va fundar els Estudios Moro a la seva ciutat natal, Madrid, i aviat es convertirien en pioners de l'època en animació publicitària per a televisió i cinema; una vegada van aconseguir el seu èxit, van arribar a expandir la seva factoria nacional i internacionalment, entre ells Barcelona, els Estats Units i Lisboa.
Amb l'arribada de la televisió a Espanya, la creació més popular produïda per Moro va ser la ràfega televisiva protagonitzada per la Familia Telerín, uns dibuixos animats que emetia amb assiduïtat el [servei públic de ràdio i televisió TVE a meitat dels anys 1960, i s'encarregava d'anunciar la fi de la graella de programació infantil amb la famosa sintonia ¡Vamos a la cama!. Paral·lelament, va ser el responsable de Ruperta, la mascota del programa Un, dos, tres... responda otra vez, així com de la realització de cartells de cinema per a les primeres pel·lícules de l'actriu i cantant Marisol, les cintes El mago de los sueños i Katy i les sèries d'animació per televisió Cantinflas Show i Marcelino, pan y vino.
A més de ser conegut per les seves il·lustracions, també ho era per les seves activitats publicitàries; les primeres imatges van ser per a marques comercials com Profidén, Cola Cao, Pepsi Cola, Tío Pepe o Gallina Blanca, entre d'altres.
Tant José Luis com el seu germà Santiago van posicionar a Espanya en els primers llocs del rànquing en festivals internacionals com Canes o Venècia, aconseguint diversos guardons, entre ells tres Palmes d'Or, dues copes i més d'un centenar de premis globals. Així mateix, entre febrer i maig de 2012 la Comunitat de Madrid va organitzar una exposició a la ciutat per a homenatjar el treball realitzat per la companyia familiar dels Moro, mentre que un any abans es va presentar un llargmetratge de gènere documental titulat El anuncio de la modernidad.